# Saud bin Khalid bin Faisal Al Saud
Prinz Saud bin Khalid bin Faisal bin Abdulaziz Al Saud (arabisch سعود بن خالد بن فيصل بن عبد العزيز آل سعود, DMG Saʿūd b. Ḫālid b. Faiṣal b. ʿAbd al-ʿAzīz Āl Saʿūd) ist seit Mai 2017 Vizegouverneur der Provinz Medina und Angehöriger der saudischen Königsfamilie.

## Leben
Saud wurde als dritter Sohn des derzeitigen Gouverneurs der Provinz Mekka, Khalid bin Faisal Al Saud, geboren und ist dadurch ein Enkel König Faisals und ein Urenkel von König Abdulaziz. Seine Mutter, al-Anud bint Abdullah bin Mohammed Al Saud, ist eine Enkelin König Sauds. 
Er hat eine Schwester, Lulua, sowie zwei Brüder, Sultan und Bandar, der Berater am saudischen Königshof ist.
Saud bin Khalid erhielt im Jahr 2001 einen Bachelor of Science in Finanzen von der King Fahd Universität für Erdöl und Mineralien.
Von Dezember 2010 bis April 2017 war Saud bin Khalid stellvertretender Gouverneur für Investitionsangelegenheiten der Saudi Arabian General Investment Authority (SAGIA). Er war Leiter der Abteilung für Investitionsangelegenheiten, die für die Verwaltung des Investitionsumfelds und der Wettbewerbsfähigkeitsagenda Saudi-Arabiens verantwortlich war. Die Abteilung konzentrierte sich auf die Schaffung liberalerer Investitionsbedingungen im Königreich. Im Rahmen dieser Bemühungen leitete er auch das saudische Verhandlungsteam für bilaterale Investitionsabkommen. Saud bin Khalid war außerdem stellvertretender Vorsitzender der gemeinsamen Wirtschaftskommissionen Saudi-Arabiens mit der Schweiz, Russland, Usbekistan, Kasachstan, Griechenland, Aserbaidschan und Senegal.
Im Dezember 2010 wurde er außerdem zum Präsidenten des National Competitiveness Center (NCC) ernannt. Das NCC wurde im Jahr 2006 von der Saudi Arabian General Investment Authority gegründet, um als unabhängiges Gremium die Verbesserung der Wettbewerbsfähigkeit im Königreich zu überwachen, zu bewerten und zu unterstützen. Er war außerdem Vorstandsmitglied der Saudi Industrial Property Authority (MODON).
Er wurde im Mai 2017 durch ein königliches Dekret zum Vizegouverneur der Provinz Medina ernannt und hält dieses Amt seitdem.

## Familie
Saud ist mit seiner Nichte 2. Grades al-Jawhara bint Khalid bin Saud bin Khalid bin Mohammed bin Abdul Rahman Al Saud verheiratet und Vater von zwei Söhnen. Ihre Großmutter, Nura bint Faisal Al Saud, ist eine Tochter König Faisals. 

## Vorfahren
| Ahnentafel Prinz Saud | Ahnentafel Prinz Saud               | Ahnentafel Prinz Saud               | Ahnentafel Prinz Saud             | Ahnentafel Prinz Saud                                                  | Ahnentafel Prinz Saud                                 | Ahnentafel Prinz Saud             | Ahnentafel Prinz Saud             | Ahnentafel Prinz Saud             |
| --------------------- | ----------------------------------- | ----------------------------------- | --------------------------------- | ---------------------------------------------------------------------- | ----------------------------------------------------- | --------------------------------- | --------------------------------- | --------------------------------- |
| Ururgroßeltern        | Emir Abdul Rahman ⚭ Sara Al Sudairi | Abdullah Al Sheikh ⚭ Haya Al Muqbel | Prinz Abdulaziz Al Saud ⚭ ?       | Prinz Abdullah Al Jiluwi Al Saud ⚭ Prinzessin Munira Al Farhan Al Saud | Emir Abdul Rahman ⚭ Prinzessin Sara Al Jiluwi Al Saud | Saad Al Sudairi ⚭ ?               | König Abdulaziz ⚭ Wadha Al Orair  | ? ⚭ ?                             |
| Urgroßeltern          | König Abdulaziz ⚭ Tarfa Al Sheikh   | König Abdulaziz ⚭ Tarfa Al Sheikh   | Prinz Turki ⚭ Prinzessin Sara     | Prinz Turki ⚭ Prinzessin Sara                                          | Prinz Mohammed ⚭ Haya Al Sudairi                      | Prinz Mohammed ⚭ Haya Al Sudairi  | König Saud ⚭ ?                    | König Saud ⚭ ?                    |
| Großeltern            | König Faisal ⚭ Prinzessin Haya      | König Faisal ⚭ Prinzessin Haya      | König Faisal ⚭ Prinzessin Haya    | König Faisal ⚭ Prinzessin Haya                                         | Prinz Abdullah ⚭ Prinzessin Nura                      | Prinz Abdullah ⚭ Prinzessin Nura  | Prinz Abdullah ⚭ Prinzessin Nura  | Prinz Abdullah ⚭ Prinzessin Nura  |
| Eltern                | Prinz Khalid ⚭ Prinzessin al-Anud   | Prinz Khalid ⚭ Prinzessin al-Anud   | Prinz Khalid ⚭ Prinzessin al-Anud | Prinz Khalid ⚭ Prinzessin al-Anud                                      | Prinz Khalid ⚭ Prinzessin al-Anud                     | Prinz Khalid ⚭ Prinzessin al-Anud | Prinz Khalid ⚭ Prinzessin al-Anud | Prinz Khalid ⚭ Prinzessin al-Anud |